# Memphis "La Blusera"
Memphis "La Blusera" es el cuarto álbum de estudio de la banda argentina de blues rock Memphis la Blusera, publicado en 1991 por Radio Trípoli Discos.

## Lista de canciones
| N.º   | Título                                  | Escritor(es)               | Duración |  |
| 1.    | «No se detiene»                         | Otero - Beiserman          | 3:58     |  |
| 2.    | «Arlequines y payasos»                  | Otero - Beiserman          | 6:03     |  |
| 3.    | «Quiero vivir en un lugar (la colmena)» | Otero - Beiserman          | 3:53     |  |
| 4.    | «Seducidos por papi Lucifer»            | Otero - Beiserman          | 2:35     |  |
| 5.    | «Ya no me toques»                       | Otero - Beiserman          | 5:18     |  |
| 6.    | «Hechicero de la jungla»                | Otero - Beiserman          | 3:47     |  |
| 7.    | «Perro llorón»                          | Otero - Beiserman          | 4:03     |  |
| 8.    | «Chico yeah yeah»                       | Otero - Alfano - Beiserman | 3.48     |  |
| 32:20 |                                         |                            |          |  |

## Integrantes
- Adrián Otero - voz principal y coros
- Daniel Beiserman - bajo y coros
- Emilio Villanueva - saxofón
- Fabián Prado - órgano, piano y coros
- Marcelo Costa - guitarra eléctrica
- Eduardo Anneta - batería

Miembro adicional
- Gonzo Palacios - saxofón

### Producción
- Fabián Prado - Coordinación de producción
- Martín Menzel - Técnico de grabación
- Gustavo Deferrari - Producción ejecutiva
- Eduardo Anneta - Idea de tapa
- Douglas Vinci - Arte